# ノーフォーク・サザン鉄道
ノーフォーク・サザン鉄道（英: Norfolk Southern Railway, NS）は、アメリカ合衆国の貨物鉄道会社（一級鉄道）であり、ノーフォーク・サザン会社(NYSE: NSC、本社・バージニア州ノーフォーク)が所有している。総営業マイルは21,500マイル (34,600 km)であり、アメリカ合衆国東部の21州とコロンビア特別区およびカナダのオンタリオ州に路線がある。最も多い貨物は、ケンタッキー州、ペンシルベニア州、テネシー州、バージニア州およびウエストバージニア州の炭田から積み出される石炭である。北アメリカ州東部の広範な共同一貫輸送ネットワークも提供している。現在の会社はノーフォーク・サザン会社の設立された1982年に計画され、1990年12月31日、「ノーフォーク・サザン」と社名を変えていたサザン鉄道のノーフォーク・アンド・ウェスタン鉄道線をリースすることで、同社と合併した。1998年、コンレール（統合鉄道公社）の半分以上を獲得することで巨大企業となった。貨物専用の運行会社であり、旅客の輸送はアムトラックに委ねられている。

## 歴史
ノーフォーク・サザン鉄道は19世紀前半にまで遡る鉄道会社の流れを汲んでいる。現在の会社に至るまでの長い期間には3つの大きな流れがある。1881年に設立されたノーフォーク・アンド・ウェスタン鉄道、1894年に設立されたサザン鉄道、および時代が下って1976年設立のコンレールである。鉄道業が発達するにつれて、それぞれの鉄道会社が地方、地域の路線を集めて大きくなってきた。

### サザン鉄道
先人にあたる最古の鉄道会社サウス・カロライナ・キャナル・アンド・レールロード・カンパニーは1827年12月に認可され、1830年12月25日には国内で初めて定時運行の客車を走らせた。1847年に設立されたリッチモンド・アンド・ダンビル鉄道(R&D)は、アルジャノン・S・ビュフォードの経営で南北戦争の後に大きく拡張された。
リッチモンド・アンド・ダンビル鉄道が1890年代初期に財政危機に陥ると、1894年に新しく設立されたサザン鉄道に吸収されその大きな構成路線になった。資本家J・P・モルガンが鉄道の専門家サミュエル・スペンサーを社長に据え、利益も出るし革新的な会社として知られるようになった。1953年には蒸気機関車より効率の良い電気式ディーゼル機関車への切り替えを完了した初の会社ともなった。

### ノーフォーク・アンド・ウェスタン鉄道
1838年に設立されたシティポイント鉄道はリッチモンドのすぐ南の9マイル (14 km)の路線で、シティポイント（現在のホープウェル市の一部）から航行できるジェイムズ川に沿ってピーターズバーグとを結んだ。これを1854年にサウス・サイド鉄道が買収した。南北戦争後は、アトランティック・ミシシッピ・アンド・オハイオ鉄道(A,M&O)の一部となり、1870年にウィリアム・マホーンによる合併でバージニア州南部の基幹線となった。マホーンは1850年代にノーフォーク・アンド・ピーターズバーグ鉄道を創設していた。A,M&Oは1881年に創設されたノーフォーク・アンド・ウェスタン鉄道 (N&W)の最古の路線となり、新しい経営者はバージニア州西部とウエストバージニア州の炭田に対する強い興味を持って投資を行い、その鉄道に石炭が大きな利益をもたらした。
20世紀の後半、収益を上げていたノーフォーク・アンド・ウェスタン鉄道はバージニアン鉄道、ウォーバッシュ鉄道、およびニッケル・プレート鉄道などを買収し、やはり利益の出ていたサザン鉄道と組み合わせて、新しくノーフォーク・サザン鉄道を作った。

### 1982年の合併
ノーフォーク・サザン鉄道は1982年にノーフォーク・アンド・ウェスタン鉄道とサザン鉄道という利益の出ている会社の合併でできた。以前にもやはりノーフォーク・サザン鉄道という名前の会社があり、主にノースカロライナ州とバージニア州南東部で運行していたが、1974年にサザン鉄道に吸収されていた。この古い会社が1982年合併のときの名前の元になった。新会社の本社はノーフォークに置かれた。
この合併当時、アメリカ合衆国東部ではチェシー・システムとシーボード・コースト・ライン鉄道との合併が1980年に州際通商委員会（Interstate Commerce Commission,
通称ICC）によって承認され、CSXトランスポーテーションという新しい会社が出来ており、これとの競合が合併の動機になった。

### コンレール（統合鉄道公社）
コンレールは1976年に合衆国政府が所有する会社に北東部の鉄道路線を吸収することで設立された会社であり、総延長路線は11,000マイル (18,000 km)あった。合衆国鉄道産業の規制を大幅に解除した1980年のスタッガーズ鉄道法によって利益の出る体質になった。
1997年6月23日、ノーフォーク・サザン鉄道とCSXトランスポーテーションは共同で陸上輸送局 (STB)にコンレールの資産を買収し、分割し、運行する認可を申請した。1998年6月6日、陸上輸送局はノーフォーク・サザン鉄道とCSXの申請を認め、1998年8月22日をその効力発行日とした。
ノーフォーク・サザン鉄道はコンレールの株式の58％を取得し、CSXトランスポーテーションが残りの42％を得た。この結果、ノーフォーク・サザン鉄道はコンレールの運行系統うち7,200マイル (11,500 km、大半は元ペンシルバニア鉄道の路線)を加えて大きく成長した。1999年6月1日には元コンレールの路線での列車運行を開始した。

### 2023年の鉄道事故
2023年2月3日、ペンシルベニア州内で貨物列車が脱線。積荷の塩化ビニールが数日にわたり延焼し、地域住民に健康被害が生じたほか、河川で約3500匹の魚が死亡する環境破壊を招いた。同州知事はノーフォーク・サザン鉄道が事故後、適切な情報を開示しなかったとして刑事告発を行った。また、アメリカ環境保護庁は鉄道会社に対して土壌及び水資源の汚染除去作業のコストを負担するよう命令した。

## 重役
ノーフォーク・サザン鉄道の歴代社長は以下の通りである
- ロバート・B・クレイター 1982年-1993年
- アーノルド・B・マッキノン
- デイビッド・グード
- チャールズ・ムアマン 2004年-現在

## 主要事業
鉄道は合衆国東半分の石炭を国内輸送し輸出するための主要輸送手段となっている。主要鉱山はペンシルベニア州カンブリア郡、インディアナ郡、およびモノンガヘラ渓谷、ウェストバージニア州、およびバージニア、ケンタッキー、テネシー各州のアパラチア山脈地域にある。ペンシルベニア州では、R.J.コーマン・ペンシルバニア・ライン鉄道のクレッソンで石炭を受け取る、いわゆる「クリアフィールド・クラスター」という仕組みを作った。
ウエストバージニア州の瀝青炭は元バージニアン鉄道の技術的に優れた部分とバージニア州東部で有名な元ノーフォーク・アンド・ウェスタン鉄道の複線を使ってノーフォークのハンプトン・ローズにあるランバーツ・ポイント石炭桟橋まで運ばれている。運ばれた石炭はここから世界中の製鉄所や発電所に輸出される。石炭と同時に自動車部品や完成品の輸出業者でもある。インターモーダルコンテナとTOFC（平台車にトレーラーを載せる貨車）を運行しており、他の鉄道路線と結んでいる。道路を走るトレーラに互換性のある車輪台車を組み合わせたロードレーラーを採用したことでは初めての会社でもある。
ノーフォーク・アンド・ウェスタン鉄道が発行する投資家向け年次報告書2003年版では、2003年末時点で雇員数28,160人、機関車3,468台、貨車101,095台となっている。
石炭、コークスおよび鉄鉱石の輸送量は総取扱量の23％となっている。インターモーダルコンテナは総輸送量の19％に使われ、オートラック14％、化学品12％、金属、建材、農産物および消費財が11％、紙、粘土、林産品10％となっている。

## 路線網と設備
ノーフォーク・アンド・ウェスタン鉄道はアメリカ合衆国東部で21州に21,500マイル (34,600 km)の路線を直接所有し運行している。21州とはアラバマ州、デラウェア州、フロリダ州、ジョージア州、イリノイ州、インディアナ州、ケンタッキー州、ルイジアナ州、メリーランド州、ミシガン州、ミシシッピ州、ミズーリ州、ニュージャージー州、ニューヨーク州、ノースカロライナ州、オハイオ州、ペンシルベニア州、サウスカロライナ州、テネシー州、バージニア州およびウエストバージニア州である。他にコロンビア特別区とカナダのオンタリオ州にも路線がある。全体の中で3つの大きなハブ（中継点）がある。ハリスバーグ、シカゴおよびアトランタである。
さらに競合する鉄道会社の路線を自社の車両と乗員を使って運行する権利を持っている。これら路線使用権により、西はテキサス州ダラスまで、北はメイン州ウォータービルまで、南はフロリダ州マイアミまで運行可能である。所有する機関車もアメリカやカナダの競合社線を運行することがある。これは一級鉄道各社による機関車のリースと共同保有慣習によって実現している。
ノーフォーク・アンド・ウェスタン鉄道の営業総延長21,500マイル (34,600 km)には複線、複々線の場合の2番目以降の線路、操車場の線路、引き込み線を含んでいない。これらの線路を計算に含めると、38,000マイル (61,155 km)以上になる。
操車場は次の26カ所にある。
- ペンシルベニア州アレンタウン
- ジョージア州アトランタ
- メリーランド州ボルチモア
- オハイオ州ベルビュー
- アラバマ州バーミングハム
- ウエストバージニア州ブルーフィールド
- テネシー州チャタヌーガ

- イリノイ州シカゴ
- オハイオ州シンシナティ
- オハイオ州クリーブランド
- オハイオ州コロンバス
- ペンシルベニア州コンウェイ
- イリノイ州ディケーター
- ミシガン州デトロイト

- インディアナ州エルカート
- ペンシルベニア州ハリスバーグ
- ミズーリ州カンザスシティ
- テネシー州ノックスビル
- ノースカロライナ州リンウッド
- ケンタッキー州ルイビル
- ジョージア州メイコン

- バージニア州ノーフォーク
- バージニア州ロアノーク
- アラバマ州シェフィールド
- ミズーリ州セントルイス
- ウエストバージニア州ウィリアムソン

大きな機関区は6カ所ある。
- ペンシルベニア州アルトゥーナ
- オハイオ州ベルビュー
- テネシー州チャタヌーガ

- ペンシルベニア州コンウェイ
- ペンシルベニア州エノーラ
- バージニア州ロアノーク

ニュージャージー州ニューアークのコンレール・オークアイランド操車場兼複合施設については、CSXトランスポーテーションと共有している。

### ピッツバーグ線
ピッツバーグ線はアメリカ合衆国北東部から東西を結ぶ幹線である。ペンシルベニア州のハリスバーグとコンウェイを結び、かってはペンシルバニア鉄道の幹線であった。この線のどこを取ったとしても24時間の間にあらゆる種類の列車60ないし80編成が通行する。この線には世界でも有名なホースシュー・カーブがある。
アルトゥーナのアルトタワーからウエスト・ホィートフィールドのコンピットまでかなりの登りがあり、アレゲニー・リッジにかかると速度を落とさざるを得ない。アレゲーニー山脈でも最も急峻な坂である。ここは補助機関車を使う区間であり、あらゆる型の機関車が使われているのを見ることができる。最も普通に使われる補助機関車はEMD SD40-2の組み合わせで、列車の前と後に繋がれる。重量の重い石炭を運ぶ列車の場合、補助機関車2組4両が使われるのが通常であり、鉄道ファンは「フォー・バンガー」と呼んでいる。ペンシルバニア・パワー&ライトの石炭運搬列車の場合には総重量が12,000トンを越えることが多く、列車の先頭の機関車より前に2両の補助機関車、最後尾に「フォー・バンガー」を付ける。このような編成では排気と音の見事なショーになる。
2007年12月、ノーフォーク・サザン鉄道はEMD GP40-2とスラッグとを使った試運転を開始した。最初の運行時の撮影は地元の鉄道ファン、トニー・キンメルの手柄になった。しかし、この試運転の結果でこの機関車のマザー(スラッグを制御する、運転台のある通常の機関車)が通常の毎日の運転に使われる可能性は低い。

### シカゴからフォートウェインまで
シカゴからフォートウェインの線、あるいはその逆行する線はノーフォーク・サザン鉄道の路線の中でも最も運行しやすい路線である。この路線には離合待ちするための待避線が多く備えられている。一番長い待避線はインディアナ州ホバートにある。

## 機関車

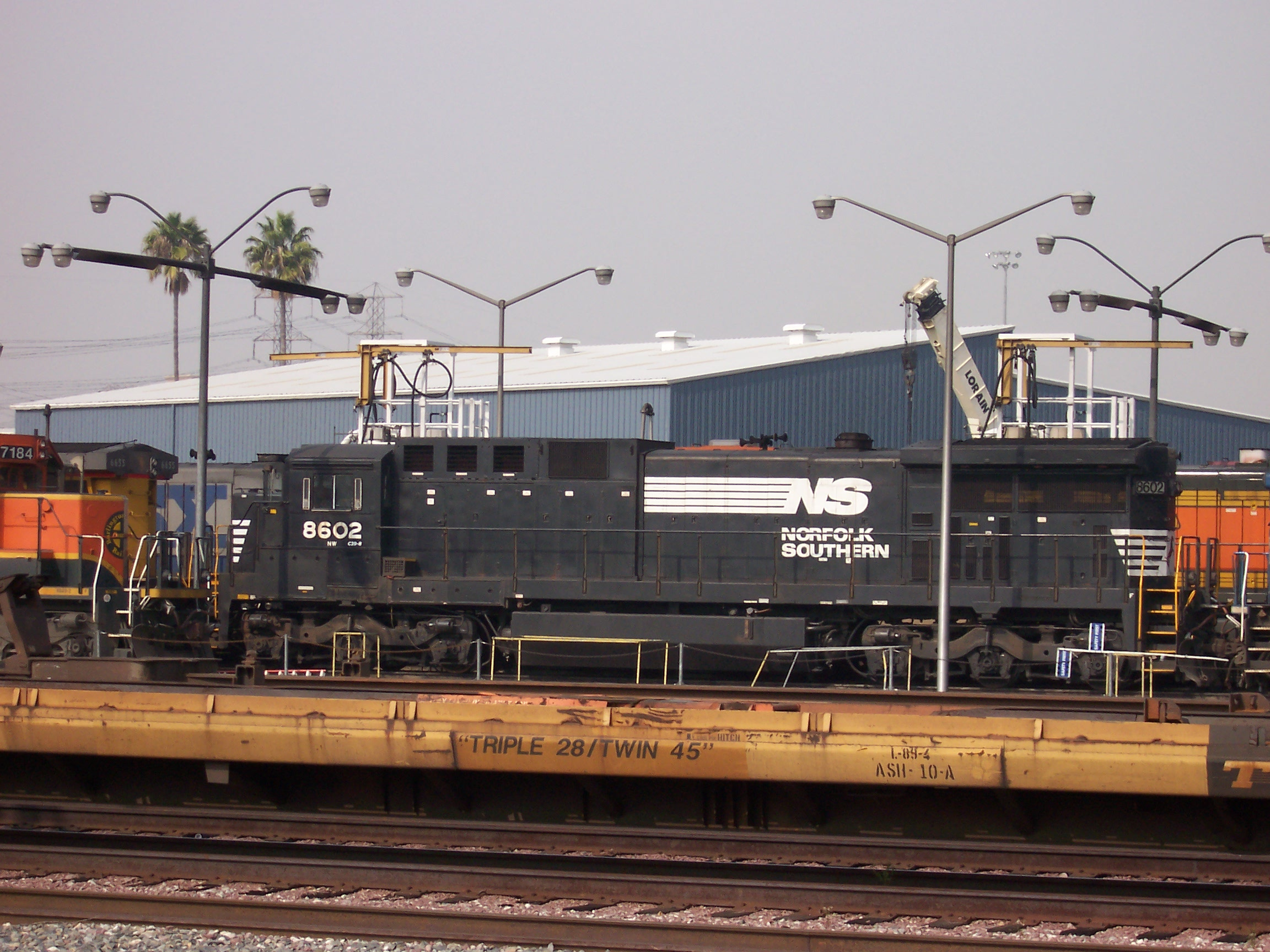
GE Dash 8-39C No. 8602機関車

ノーフォーク・サザン鉄道で使用されるディーゼル機関車の大部分は、駆動システムが直流で構成されている。交流発電・交流モータのディーゼル機関車はEMD SD80MACのみであり、コンレールから継承したものである。現在、EMD SD80MAC17両のうち10両がペンシルベニア州サウスフォークの機関区に配置されている。ウィンドバーにあるローズバッド・マイニングの78鉱山が再開されると残る7両もその機関区に配置されると考えられる。
ノーフォーク・サザン鉄道のGE Dash 9は、横に入っている線がナマズのひげのように見えるということで、鉄道ファンから「ナマズ」と呼ばれている。4610の番号がつくEMD GP59の1両は以前のサザン鉄道の緑と白に金の縁をつけたものに塗られており、鉄道ファンに好まれる。塗装は1994年の夏にテネシー州チャタヌーガのデバッツ工場で行われ、2004年の夏にも再塗装された。しかし制作者の銘板は最初に塗装してから1年も経たないうちに盗まれた。バージニアン鉄道 (VGN)の愛好家は、バージニアン鉄道の色に塗装した機関車をその100周年の記念事業に期待している。
ノーフォーク・サザン鉄道の塗装色は黒と白である。機関車の多くはその鼻先に立ち上がる馬が描かれている（サラブレッドを使った広告宣伝キャンペーンに連動している）。
2005年、EMD SD70M-2の系統に新しい型の機関車が追加され、機関車番号は2649から2778となる。同様にGE ES40DC系統にも追加があり、機関車番号は7500から7719となる。

## 報告記号
鉄道には報告記号(リポーティング・マーク)として使う略号がある。これは全車両の運行を管理し、会社間の取引に使われることを意図した共通システムで使われている。1982年以来、単純にノーフォーク・サザン鉄道として広く知られているが、その会社の構造と報告記号は複雑である。1990年、サザン鉄道がノーフォーク・サザン鉄道と改名された。1997年にノーフォーク・アンド・ウェスタン鉄道が買収された。1999年、コンレールの元ペンシルバニア鉄道の部分の大半が買収され、ペンシルバニア線が作られた時に、記号PRRが元コンレールの機関車と車両に付けられた。

### 報告記号の一覧
- AGS - アラバマ・グレート・サザン鉄道
- CG 時には CoG - ジョージア・セントラル鉄道
- CNTP - シンシナティ・ニューオーリンズ・アンド・テキサス・パシフィック鉄道 (CNO&TP)
- GANO - ジョージア・ノーザン鉄道
- NKP - ニッケル・プレート鉄道
- PRR - ペンシルバニア鉄道
- NS - ノーフォーク・サザン鉄道
- NW - ノーフォーク・アンド・ウェスタン鉄道
- SOU - サザン鉄道
- TAG - テネシー・アラバマ・アンド・ジョージア・レールウェイ
- VGN - バージニアン鉄道
- WAB - ウォーバッシュ鉄道

## 表彰
2006年5月、ノーフォーク・サザン鉄道はゴールド・ハリマン賞グループAに選ばれ、これで1989年以来17年連続となった。この記録は2007年5月17日にも更新された。ハリマン賞は傑出した安全記録を達成した鉄道会社を表彰するものである。

## 記録
- サザン鉄道は1953年に一級鉄道としては初めてディーゼル機関車への切り替えを完了した。ただし、その後観光用の蒸気機関車運転はあった。この年の6月17日、最後の蒸気機関車が引く列車がテネシー州チャタヌーガに到着した。「ミカド」号（Mikado)機関車番号6330の火が落とされた。その歴史の始まりは1830年のクリスマスの日に「ベストフレンド・オブ・チャールストン」号がサウス・カロライナ・キャナル・アンド・レールロード・カンパニーとして運行したときだった。
- ノーフォーク・アンド・ウェスタン鉄道は1960年に蒸気機関車を廃止したが、これは一級鉄道としては最後のものだった。やはりその後に観光用では運行された。
- コンレールは1981年に架線を使った電気機関車の運行を廃止した。これは一級鉄道としては最後のものだった。

### 歴史
- Norfolk & Western Historical Society covers Norfolk & Western and Virginian Railway history
- Norfolk & Southern Historical Society  covers original railway from Norfolk, VA to Charlotte, NC
- Southern Railway Historical Association covers Southern Railway history
- Virginia Museum of Transportation  displays famous N & W steam locomotives, located in Roanoke, VA
- Preserving the Virginian Railway Passenger Station at Roanoke Virginia a community project with photos requiring pdf file viewer
- Yahoo! - Norfolk Southern Corporation Company Profile